# Neminatha

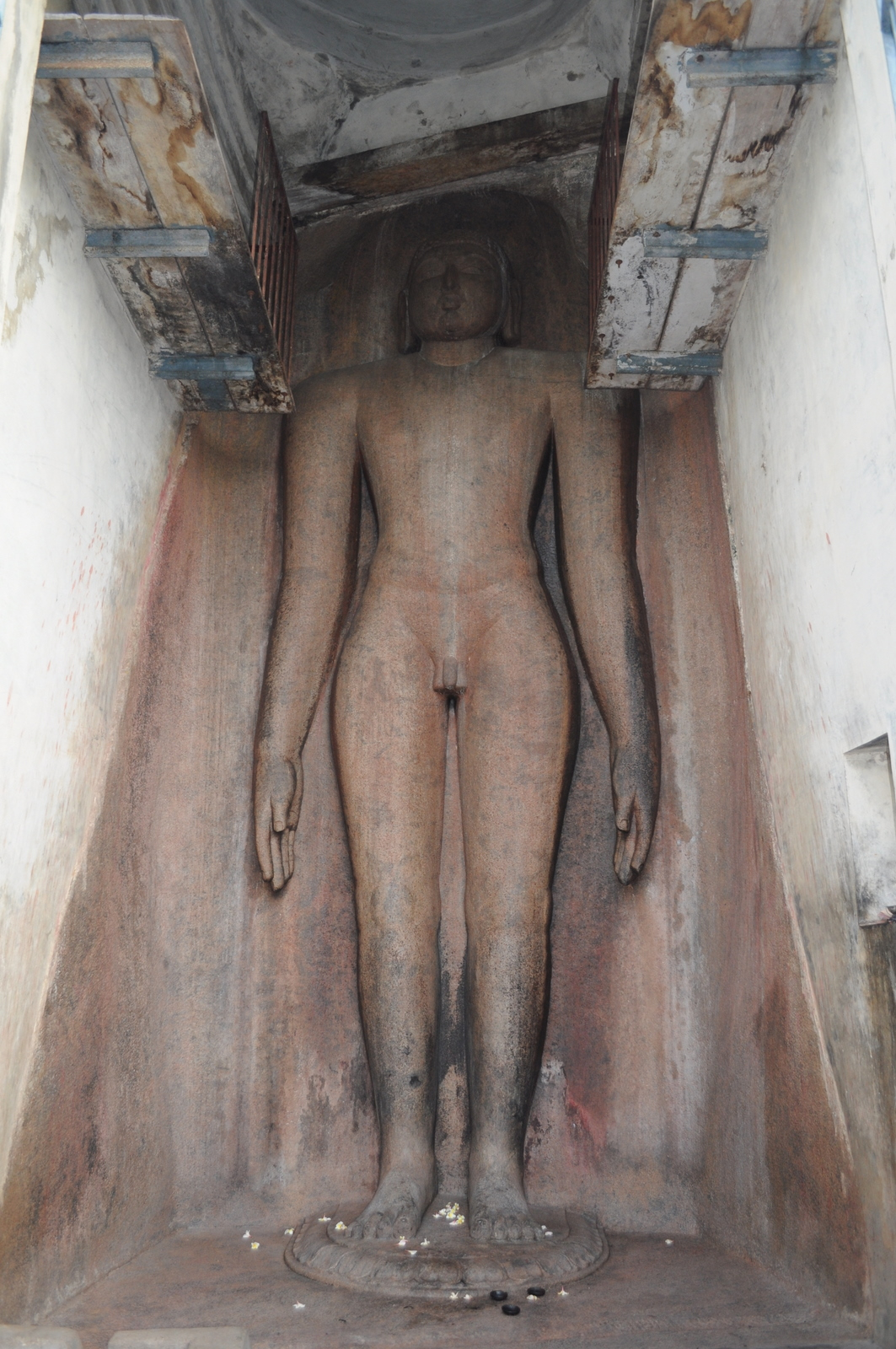
Estatua dedicada a Neminatha de 16 metros de altura en Tamil Nadu.

Neminatha (en Devanagari: नेमिनाथ) también conocido como Aristanemi fue el vigesimosegundo tirthankara en el marco de la religión jaina, es decir, logró alcanzar la liberación moksa abandonando el ciclo de reencarnaciones. Según las creencias jainas, vivió 84.650 años antes del siguiente tirthankara (Parsvanatha). Era el hijo menor del rey Samudravijaya la reina Shivadevi. Nació, según las creencias jainas, en la región de Shaurashtra en Gujarat. Los jainas consideran que era primo de Krishna.
La historicidad de Neminatha ha sido propuesta por algunos autores y debe considerarse como dudosa y no probada aunque no pueda ser totalmente descartada.

## Tradición

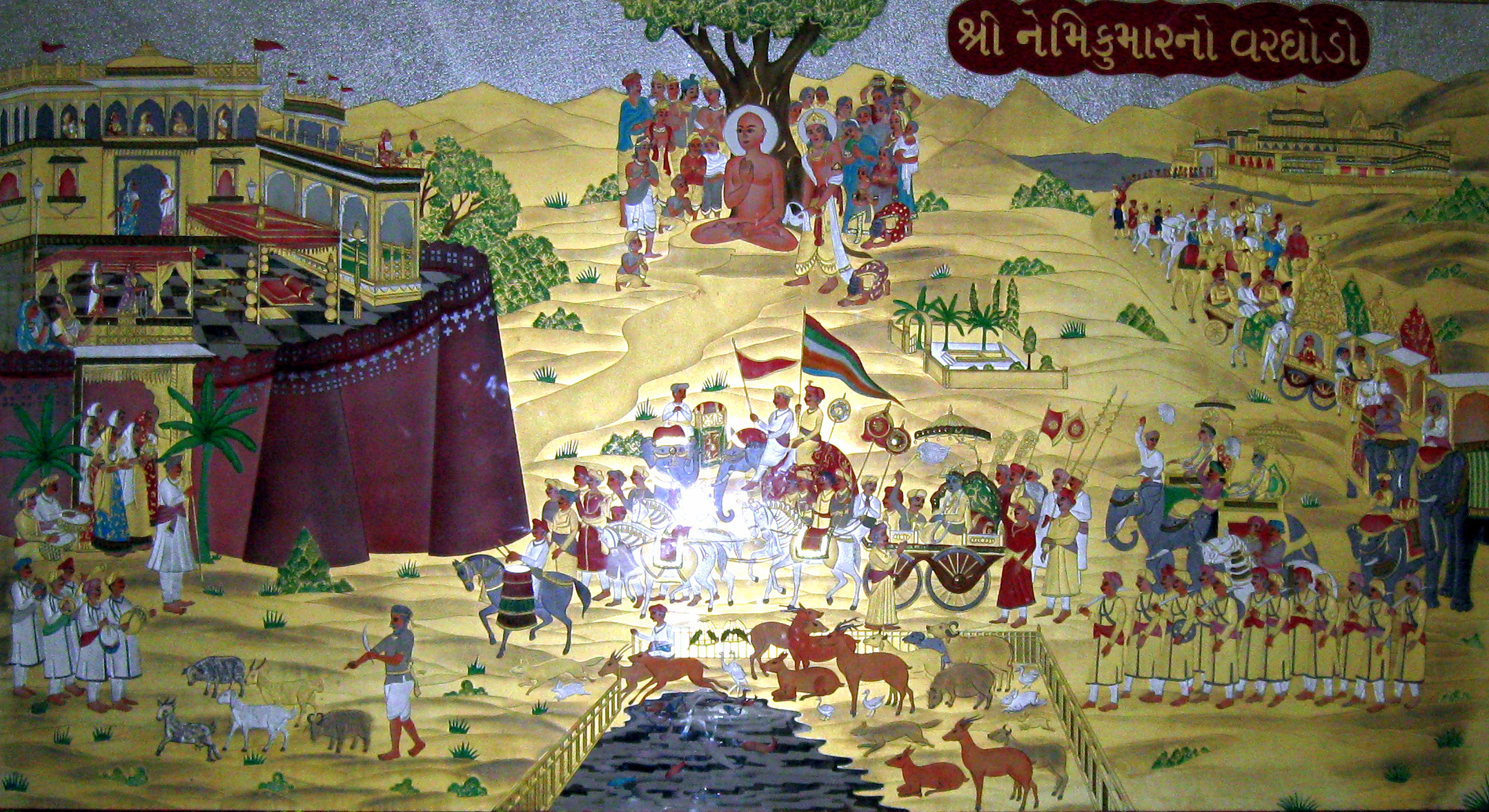
Imagen que muestra la boda de Neminatha. Pueden verse los animales que van a ser sacrificados y al propio Neminatha tras renunciar al mundo

La tradición jaina indica que Neminatha se disponía casarse en una boda organizada por Krishna con una bella princesa pero al ver a los animales que iban a ser sacrificados para el banquete sintió una gran compasión y ordenó que la boda fuera cancelada y los animales liberados. Repartió sus riquezas entre sus siervos y los pobres, se afeitó la cabeza y asumió el voto de renuncia. Partió a la montaña de Girnar donde alcanzó finalmente la liberación y la omnisciencia (Kevala jñana). Vivió hasta los mil años. Actualmente esa montaña es un lugar de peregrinación para los jainas en el que se encuentran varios templos jainas.
La tradición señala, igualmente que restauró el jainismo y llegó a crear una orden de ascetas numerosa.